# دشت خورده
دشت خورده، روستایی از توابع بخش مزایجان شهرستان بوانات در استان فارس ایران است.

## جمعیت
این روستا در دهستان سروستان قرار دارد و براساس سرشماری مرکز آمار ایران در سال ۱۳۸۵، جمعیت آن ۴۵ نفر (۱۱خانوار) بوده‌است.